# Тур (рудник)
Тур (рудник) — підприємство рудної промисловості в Карагандинській області Казахстану, яке належить до рудоуправління «Казмарганець» концерну «Казхром».
Марганцеве родовище Тур відкрили у 1986 році, а його введення в розробку почалося в 1997-му (за іншими даними, пробний видобуток стартував у 1998-му). У 2002-му рудник вийшов на проєктну потужність у 0,7 млн тонн руди на рік. У 2015—2019 роках видобуток коливався від 0,4 млн тонн до 0,52 млн тонн на рік, проте у 2020-му він впав до 0,11 млн тонн (можливо відзначити, що на початок 2018 року балансові запаси оцінювались у 1,88 млн тонн).
Розробка провадиться відкритим способом, при цьому станом на 2022 рік глибина кар'єру становила 83 метри.
Весь отриманий марганцевий концентрат споживає належний «Казхрому» завод феросплавів у Аксу.